# Equazione dell'Anti-vita
L'Equazione dell'Anti-vita (Anti-Life Equation), tradotta anche come l'Equazione Anti-vita, è un'equazione fittizia che sta cercando il personaggio dei fumetti DC Comics Darkseid, nominata per la prima volta su Forever People n. 5 (novembre 1971).

## Storia
Darkseid venne a conoscenza dell'esistenza dell'Equazione all'incirca trecento anni fa, quando venne a contatto con la popolazione di Marte, ed è proprio per scoprirla che inviò le sue forze sulla Terra, poiché credeva che l'equazione si trovasse nel subconscio umano.
Le storie originali di Jack Kirby stabiliscono che l'Equazione conferisce a chi la impara il potere di dominare la volontà di tutte le razze senzienti e deve il suo nome al fatto che «se sei sotto il completo controllo di qualcuno, non sei veramente vivo!».

## Interpretazioni dell'Equazione
Nel corso degli anni l'Equazione dell'Anti-vita ha avuto tante versioni quanti i suoi autori. La versione più recente è quella presentata nella miniserie del 2005 Sette Soldati della Vittoria: Mister Miracle da Grant Morrison:
Questa versione è simile all'equazione aristocratica di Nietzsche:
Nella miniserie Cosmic Odyssey di Jim Starlin, l'Equazione si rivela essere una divinità oscura che corrompe e distrugge qualunque cosa tocchi. Questa rivelazione sciocca persino Darkseid, che si unisce ai Nuovi Dei e a un gruppo di supereroi terrestri per fermare l'entità e distruggerla.
Vari fumetti hanno definito l'equazione in modi differenti, ma un'interpretazione comune sembra essere che l'equazione sia una prova matematica della futilità dell'esistenza.

## Altre versioni
- Nella saga La pietra dei tempi pubblicata su JLA nel 1997 è rappresentato un futuro alternativo in cui Darkseid ha imparato l'Equazione dell'Anti-vita e ha preso controllo di Nuova Genesi e della Terra.
- Nell'elseworld Superman: The Dark Side del 1998 Darkseid cresce Kal-El come suo figlio e successivamente scopre che Krypton era in possesso dell'Equazione dell'Anti-vita prima di essere distrutto.
- Nell'elseworld World's Funnest del 2001 un conflitto tra Bat-Mito e Mister Mxyzptlk distrugge inavvertitamente l'Universo DC; l'unico sopravvissuto di Apokolips è Darkseid, che è lasciato a galleggiare nello spazio con un pezzo di carta con su scritta un'equazione: "Mister Mxyzptlk + Bat-Mite = Anti-life". Darkseid muore quindi dalle risate.

## Altri media
- Nella serie animata Justice League Unlimited Darkseid e Lex Luthor imparano l'Equazione dell'Anti-vita nell'ultimo episodio Il distruttore.
- Nella serie televisiva Smallville, durante l'episodio Legion dell'ottava stagione, Brainiac cerca di acquisire la conoscenza dell'umanità attraverso un virus informatico e la voce di un computer recita "Hate plus fear plus loneliness..." ("Odio più paura più solitudine..."). Nell'ultimo episodio della serie, Clark definisce la forza gravitazionale che attira Apokopolis verso la Terra (generata dai simboli omega che Granny Goodness, Dessad e Godfrey hanno impresso sulla gente) come una "forza anti-vita", al che Lois aggiunge: "Peccato che le equazioni anti-vita non facciano parte del nostro programma di fisica!".[4]
- In Zack Snyder's Justice League (2021), l'equazione è presente sulla Terra. Essa appare visivamente e viene menzionata da Steppenwolf, il quale vuole impadronirsene per poi consegnarla al nipote Darkseid, al fine di sottomettere tutto il Multiverso al suo volere.

## Impatto culturale
- Nel film del 1991 Abraxas, Guardian of the Universe Secundus, il cattivo del film, sta cercando di trovare l'Equazione dell'Anti-vita per ottenere grandi poteri.